# Eilhard Mitscherlich

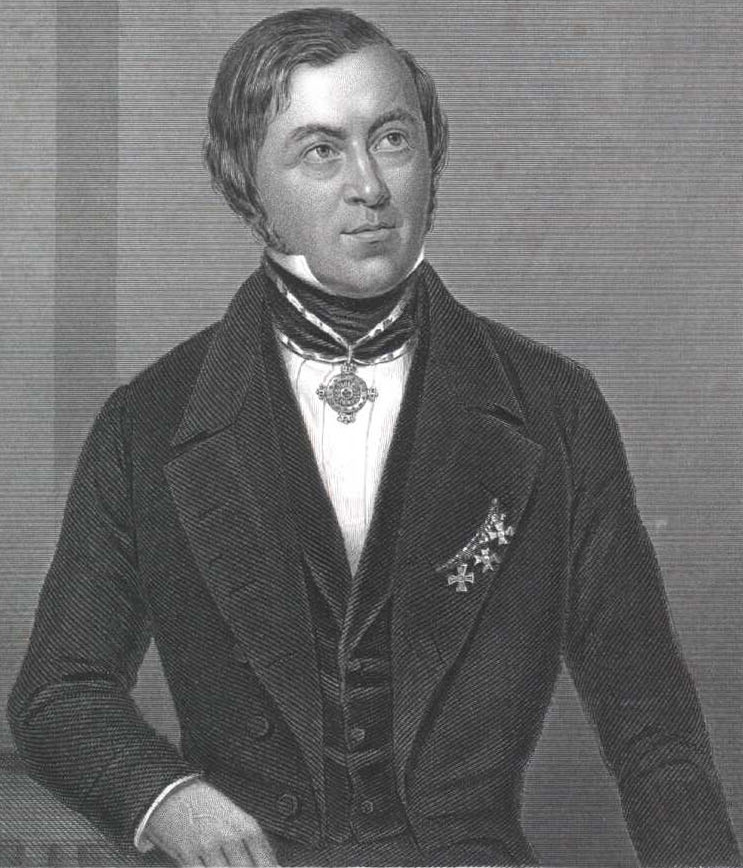
Eilhard Mitscherlich

Eilhard Mitscherlich (Neuende, 7 januari 1794 - Berlijn, 28 augustus 1863) was een Duitse scheikundige en mineraloog. Hij werd onder andere bekend door de ontdekking van isomorfie van kristallen van seleenzuur en van permanganaten.
- Bibliothèque nationale de France: cb12554702x (data)
- Catàleg d'autoritats de noms i títols de Catalunya: 981058515681406706
- Gemeinsame Normdatei: 11858281X
- International Standard Name Identifier: 0000 0000 6307 6759
- Library of Congress Control Number: n86863545
- Mathematics Genealogy Project: 123999
- Nationale Bibliotheek van Tsjechië: xx0306068
- Nationale bibliotheek van Australië: 35725224
- Nationale Bibliotheek van Israël: 987007274040305171
- Nationale Bibliotheek van Polen: a0000003134424
- Nederlandse Thesaurus van Auteursnamen: 070809623
- SNAC: w6812gbp
- Système universitaire de documentation: 034836640
- Trove: 1059535
- Virtual International Authority File: 56725309
- WorldCat: E39PBJrCdqqXwFm9G64vGJbyBP